# Đảng Dân chủ Xã hội Độc lập Đức
Đảng Dân chủ Xã hội Độc lập Đức (tiếng Đức: Unabhängige Sozialdemokratische Partei Deutschlands,  'USPD' ) là một đảng chính trị tồn tại ngắn ngủi tại Đức dưới thời Đế chế Đức và Cộng hòa Weimar. Tổ chức này được thành lập vào năm 1917 như là kết quả của một sự chia rẽ của các thành viên cánh trái của Đảng Dân chủ Xã hội Đức (SPD). USPD cố gắng vạch ra một con đường trung dung giữachủ nghĩa xét lại chấp nhận bầu cử về một mặt và Bolshevik về mặt khác. Tổ chức chấm dứt vào năm 1931 qua sự sáp nhập với Đảng Công nhân Xã hôi chủ nghĩa Đức (SAPD).

## Thành viên USPD quan trọng

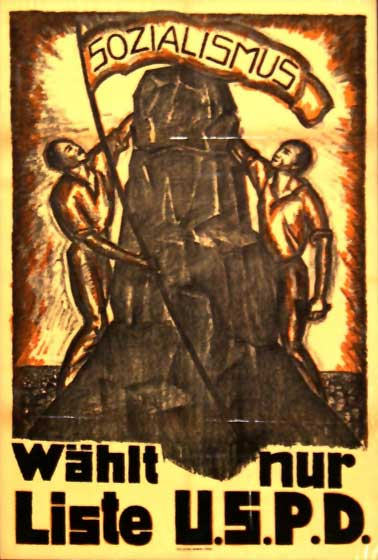
Áp phích bầu cử USPD, 1919

| - Emil Barth - Eduard Bernstein - Arthur Crispien - Ernst Däumig - Wilhelm Dittmann - Hugo Eberlein - Kurt Eisner | - Hugo Haase - Karl Kautsky - Karl Korsch - Georg Ledebour - Paul Levi - Karl Liebknecht - Theodor Liebknecht | - Kurt Löwenstein - Rosa Luxemburg - Richard Müller (socialist) - Ernst Niekisch - Toni Sender - Ernst Thälmann - Kurt Tucholsky - Clara Zetkin |